# Рейтблат, Абрам Ильич
Абра́м Ильи́ч Рейтбла́т (род. 5 апреля 1949, посёлок Гастелло, Сахалинская область, СССР) — российский социолог культуры, историк литературы, библиотечного дела, театра, библиограф. Кандидат педагогических наук.

## Биография
Родился в семье военнослужащего. Окончил философский факультет МГУ (1972), с 1975 года работал в научно-исследовательском отделе Государственной библиотеки СССР им. В. И. Ленина (ныне — РГБ). Занимался историей и социологией чтения. Кандидат педагогических наук (1982, диссертация «Методология и методика изучения динамики чтения в массовых библиотеках»). В настоящее время — заведующий сектором редких книг Российской государственной библиотеки по искусству, заведующий отделом библиографии в журнале «Новое литературное обозрение», ведёт серию русских мемуаров в одноимённом издательстве.

## Исследовательская и издательская деятельность
Публикуется с 1981 года. Автор работ по истории русской литературы, театра, библиотечного дела, истории и социологии массового чтения. Подготовил к печати сборники русской лубочной прозы, уголовного романа, сочинений Ф. В. Булгарина, трудов А. В. Ратнера и др. Автор многих десятков статей в фундаментальном биографическом словаре «Русские писатели. 1800—1917» (с 1989 года).

## Труды

### Авторские книги
- Книга, чтение, библиотека: зарубежные исследования по социологии литературы (1982, в соавт. с Л. Д. Гудковым и Б. В. Дубиным)
- Книга, чтение, библиотека: советские исследования по социологии чтения, литературы, библиотечного дела (1987, в соавт. с Т. Фроловой)
- От Бовы к Бальмонту: очерки по истории чтения в России во второй половине XIX века (1991)
- Чтение в России в XIX — начале XX века. Аннотированный библиографический указатель (1992)
- Как Пушкин вышел в гении: историко-социологические очерки о книжной культуре пушкинской эпохи (2001)
- «От Бовы к Бальмонту» и другие работы по исторической социологии русской литературы (2009)
- Писать поперёк: статьи по биографике, социологии и истории литературы (2014)
- Фаддей Венедиктович Булгарин: идеолог, журналист, консультант секретной полиции (2016)

### Подготовленные и комментированные издания
- Лубочная книга. Сост. А. И. Рейтблат. — 398 с. Тираж 100 000 экз. — ISBN 5-280-01589-X. М.: Художественная литература.
- Уголовный роман (1992)
- Нат Пинкертон, король сыщиков (1994)
- Чтение в дореволюционной России (1995)
- Свешников Н. И. Воспоминания пропащего человека (1996)
- Видок Фиглярин: Письма и агентурные записки Ф. В. Булгарина в III отделение (1998)
- Книга и читатель 1900—1917: Воспоминания и дневники современников (1999)
- Амфитеатров А. В. Жизнь человека, неудобного для себя и многих (2004)
- Лубочная повесть: антология (2005)
- Конспект времени: труды и дни Александра Ратнера (2007)